# 1951 en photographie
| Années de la photographie : 1948 - 1949 - 1950 - 1951 - 1952 - 1953 - 1954    |
| Décennies de la photographie : 1920 - 1930 - 1940 - 1950 - 1960 - 1970 - 1980 |

Cet article présente les faits marquants de l'année 1951 en photographie.

## Événements
- Le photographe allemand Otto Steinert, responsable de la section photographique de l'École des arts et métiers à Sarrebruck, crée avec des collègues le mouvement Subjektive Fotografie (de) (Photographie subjective), avec une exposition à Sarrebruck et à Cologne ; ce mouvement prône une photographie expérimentale, qui ne veut pas reproduire la réalité objective d'une situation, mais seulement son interprétation en images ; la photographie subjective s'exprime généralement des par clichés en noir et blanc et par des formes abstraites, des structures graphiques[1].
- février : création du Club photographique de Paris, dit Les 30×40, par le photographe Roger Doloy.
- décembre : création de la Société photographique du Japon à Tokyo.
- Les photographes suisses Jakob Tuggener, Werner Bischof, Walter Läubli, Gotthard Schuh et Paul Senn fondent le Kollegium der Schweizerischen Fotografen (Collège des photographes suisses).
- Création de la Société allemande de photographie ; elle décerne depuis 1959 le Prix culturel de la Société allemande de photographie et depuis 1971 le prix Erich-Salomon.
- La Photo League, groupement de photographes amateurs et professionnels américains, créé à New York en 1936, est contrainte de se dissoudre , elle est placée depuis 1947 sur la liste noire de l’U.S. Department of Justice comme étant une organisation communiste[2].
- Édouard Boubat devient photographe reporter permanent pour la revue française Réalités[3].
- 22 juin : en France, un arrêt du Conseil d’Etat confirme pour les photographes filmeurs, qui réalisent des prises de vues sur la voie publique et dans les lieux fréquentés par le public, le droit d’exercer librement cette profession, sous réserve d’une « autorisation pour l’exercice de la profession de photographe sédentaire sur la voie publique, parcs et jardins publics » avec paiement de droits de place mensuels[4].
- Pontiac, marque commerciale de la MFAP (Manufacture Française d'Appareils Photographiques), quitte Paris pour Casablanca[5].

## Photographies notables
- Ruth Orkin, American Girl in Italy, représente une jeune femme, Ninalee Allen Craig, marchant à Florence, sous le regard convergent d'une quinzaine d'hommes de tous âges ; il ne s'agit pas d'un instantané mais d'une scène recomposée[6].

- 14 mars : Arthur Sasse, Portrait d'Einstein tirant la langue.

## Livres de photographies
- Albert t'Serstevens,  Tahiti et sa couronne. III. Photos d'illustration, Paris, Albin Michel, 49 p., 158 photographies[7].

## Expositions
- 12 - 29 juillet : Subjektive Fotografie. Internationale Ausstellung moderner Fotografie ; exposition organisée par Otto Steinert à l'École supérieure des Beaux-Arts de la Sarre de Sarrebruck en Allemagne ; il y présente entre autres Christer Strömholm, Henri Cartier-Bresson, Herbert Bayer, László Moholy-Nagy, Man Ray, Monika von Boch, William Klein, René Groebli[8],[9].
- 18 décembre - 24 février 1952 : Five French Photographers, Museum of Modern Art (MoMA), New York, commissaire d'exposition : Edward Steichen ; l'exposition présente Brassaï, Henri Cartier-Bresson, Robert Doisneau, Izis et Willy Ronis[10],[11].

## Festivals et congrès photographiques
- 39e Salon international d'art photographique, Hôtel de la Société française de photographie, 51 rue de Clichy, Paris[12].
- 6e Salon national de la photographie, Découverte de la France, Bibliothèque nationale, Paris[13].

## Prix et récompenses

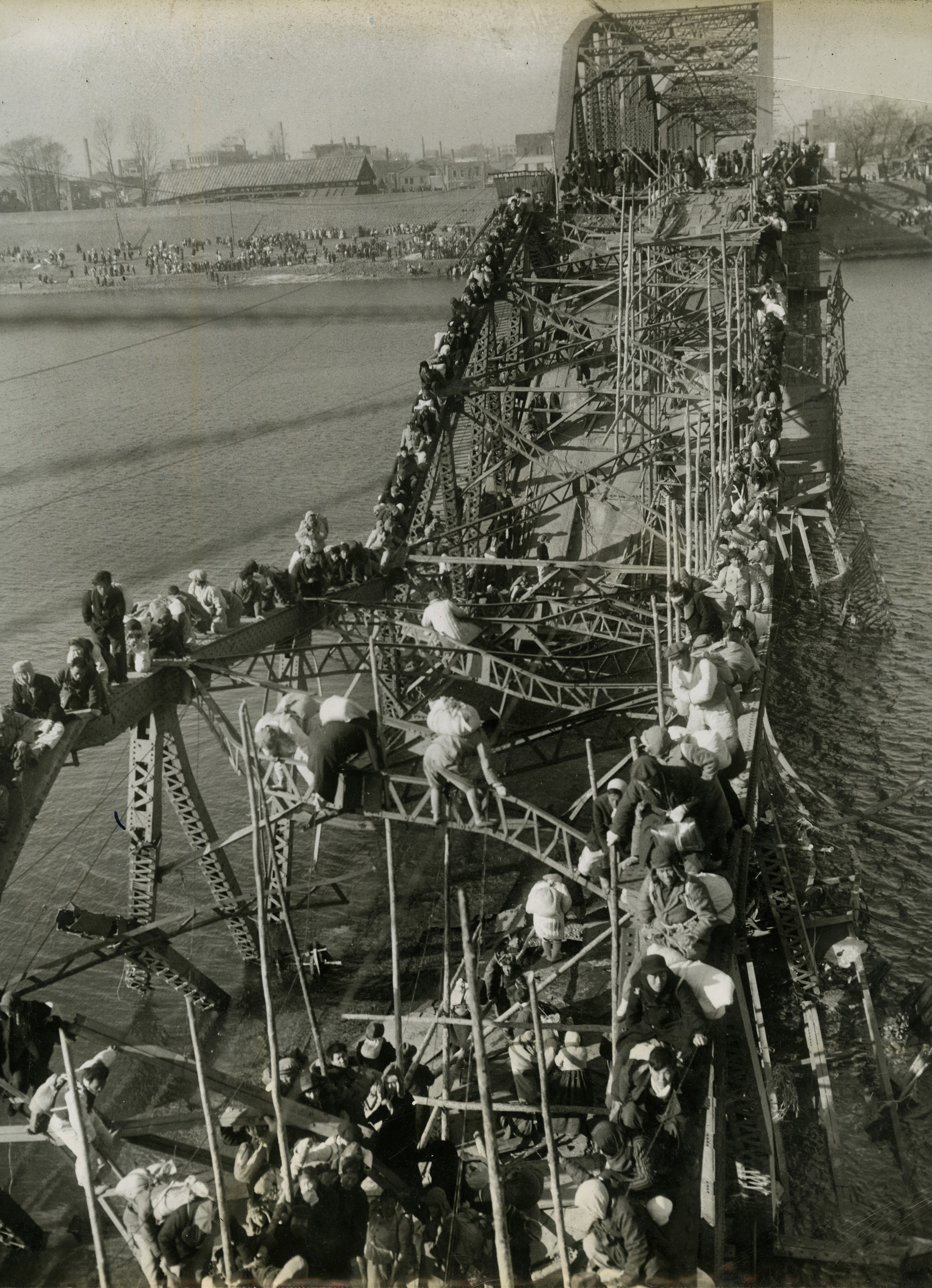
Max Desfor, Flight of Refugees Across Wrecked Bridge in Korea.

- Prix Pulitzer de photographie : Max Desfor (en), photographe correspondant de guerre pour Associated Press qui couvre la guerre de Corée ; il réalise notamment la photographie Fuite de réfugiés à travers un pont détruit en Corée (en) prise le 4 décembre 1950 sur le pont détruit de Taedong, qui enjambe le fleuvre Taedong près de Pyongyang[14].

## Naissances
- 14 janvier : Tom Wood, photographe irlandais.
- 15 janvier : Allan Sekula, artiste et photographe américain, mort le 10 août 2013.
- 29 janvier : Vladimir Viatkine, photographe et photojournaliste soviétique et russe.
- 10 février : Robert Polidori, photographe québécois.
- 29 mars : Nick Ut, photojournaliste et photographe américano-vietnamien.
- 16 avril : Pierre Toutain-Dorbec, photographe, sculpteur, peintre et journaliste français.
- 1er mai : Sally Mann, photographe américaine.
- 4 mai : José Manuel Rodrigues, artiste et photographe luso-néerlandais.
- 26 mai : Xintian Zhu, artiste et photographe chinoise.
- 1er juin : Olivier Dassault, photographe français, mort le 7 mars 2021.
- 19 juin : Thierry Girard, photographe français, lauréat en 1984 du Prix Niépce.
- 11 juillet : Edo Bertoglio, photographe et réalisateur suisse.
- 13 juillet : Frans Lanting, photographe néerlandais.
- 19 juillet : Andreas Müller-Pohle, artiste et photographe allemand.
- 20 juillet : Hergo (Henri Godineau), photographe français, mort le 28 janvier 2020.
- 27 juillet : 
  - Marc Petitjean, photographe et cinéaste français.
  - Jacko Vassilev, photographe bulgare.
- 15 août : Maurice Pellosh, photographe portraitiste congolais, mort le 25 mai 2023.
- 20 août : Keiichi Tahara, photographe japonais, lauréat en 1988 du Prix Niépce.mort le 6 juin 2017.
- 4 septembre : Jean-Luc Tartarin, photographe français, lauréat en 1971 du Prix Niépce.
- 6 septembre : Yvon Boëlle, photographe français.
- 9 septembre : 
  - Arnaud du Boistesselin, photographe français.
  - Serge Cohen, photographe français.
- 13 septembre : 
  - Michel Roggo, photographe suisse.
  - Art Wolfe, photographe américain spécialiste de la nature et des animaux.
- 14 septembre : Yūji Saiga, photographe japonais.
- 29 septembre : Lenn Keller, photographe américaine, morte le 16 décembre 2020.
- 9 octobre : Hervé Rabot, photographe français, lauréat en 1985 du Prix Niépce.
- 23 octobre : Yves Guillot, photographe français.
- 19 novembre : Michiel Hendryckx, photographe de presse flamand.
- 24 novembre : François Ducasse, reporter-photographe français.
- 9 décembre : Hannah Villiger, sculptrice et photographe suisse, morte le 12 août 1997.
- 22 décembre : François Darras, photographe français, mort le 25 décembre 2017.

- Date précise inconnue ou non renseignée :
  - Axel Hütte, photographe allemand.
  - Yoshihiko Itō, photographe japonais.
  - Robert Laliberté, photographe canadien actif au Québec.
  - Isabel Muñoz, photographe espagnole.
  - Ousmane Ndiaye Dago, artiste et photographe sénégalais.
  - Didier Vermeiren, sculpteur et photographe belge.
  - Hiroshi Watanabe, photographe japonais installé en Californie.
  - Mike Wells, photographe malien.

- Vers 1951 :
  - Philip-Lorca diCorcia, photographe américain.

## Décès
- 5 janvier : Jean-Baptiste Tournassoud, militaire et photographe français, né le 3 mai 1866.
- 10 avril : Paul Wolff, photographe espagnol, né le 19 février 1987.
- 7 juillet : Francesc Boix, photographe catalan, né le 31 août 1920.
- 15 juillet : Théodore-Henri Fresson, agronome et photographe français, inventeur du papier « Charbon-Satin », permettant la réalisation de tirages photographiques monochromes au charbon, né le 18 juin 1865.
- 1er septembre : Wols, artiste et photographe allemand, né le 27 mai 1913.
- 16 novembre : Diego González Ragel, photographe espagnol, né le 31 mars 1893.

- Date précise inconnue ou non renseignée : 
  - José Alemany Bori, photographe espagnol, né en 1895.
  - Robert Wilson Reford, homme d'affaires, collectionneur d'art et photographe amateur canadien, né en 1867.
  - Julio Requejo Santos, militaire et photographe amateur espagnol, né en 1885.

## Célébrations
Centenaire de naissance
- Antoni Amatller
- Sarah J. Eddy
- Alexandre Bougault
- Hermann Ludwig von Jan
- Jan Nepomuk Langhans
- Ernest Noirot
- Giuseppe Primoli

Centenaire de décès
- Louis Daguerre[15]